# Kunigal
Kunigal é um cidade no distrito de Tumkur, no estado indiano de Karnataka.

## Geografia
Kunigal está localizada a 13° 01′ N, 77° 02′ L. Tem uma altitude média de 773 metros (2536 pés).

## Demografia
Segundo o censo de 2001, Kunigal tinha uma população de 30 291 habitantes. Os indivíduos do sexo masculino constituem 51% da população e os do sexo feminino 49%. Kunigal tem uma taxa de literacia de 69%, superior à média nacional de 59,5%: a literacia no sexo masculino é de 74% e no sexo feminino é de 64%. Em Kunigal, 12% da população está abaixo dos 6 anos de idade.